# Revelación (película de 2025)
Revelación (en hangul, 계시록; romanización revisada, Gyesirok) es una película surcoreana de suspenso y misterio escrita y dirigida por Yeon Sang-ho, y protagonizada por Ryu Jun-yeol, Shin Hyun-bin y Shin Min-jae. Está basada en el homónimo webtoon dibujado por el propio Yeon Sang-ho junto con Choi Gyu-seok. La película se estrenó en la plataforma Netflix el 21 de marzo de 2025.

## Sinopsis
Un religioso que cree en las revelaciones divinas y una detective atormentada por visiones de su hermana fallecida investigan un caso de personas desaparecidas. Min-chan es un joven pastor de la Iglesia de la Nación de la Misión que acaba de descubrir la infidelidad de su mujer, Si-young. Yeon-hee es una detective de policía desesperada por atrapar al hombre que secuestró a su hermana menor años atrás, y que a consecuencia del trauma sufrido se suicidó después. La historia comienza con el exconvicto Kwon Yang-rae que aparece en la iglesia persiguiendo a una estudiante. Aunque nota su tobillera electrónica, no ve extraño que un pecador se acerque a su iglesia. Sin embargo, cuando su propio hijo desaparece repentinamente después de la visita de Yang-rae, Min-chan se convence de que Yang-rae es el secuestrador, hasta el punto en que sus creencias anteriores pierden todo sentido. Min-chan encuentra la dirección de Yang-rae a través de una búsqueda de delincuentes sexuales, y se dirige a su casa, aislada en una montaña. Min-chan se encuentra con Yang-rae en la calle y se involucra en una pelea, cometiendo un asesinato involuntario. Sin embargo, Min-chan, quien vio la imagen de Jesús en un rayo caído bajo la lluvia torrencial, encubre su asesinato afirmando que era «la voluntad de Dios» castigar al criminal. Las pruebas del asesinato se pierden bajo las fuertes lluvias, y varias coincidencias conducen a situaciones en las que la locura de Min-chan, impulsada por su fe, comienza a descontrolarse.

## Reparto
- Ryu Jun-yeol como Sung Min-chan, un joven pastor.[3][4]
- Shin Hyun-bin como Lee Yeon-hee, inspectora de policía.[5][6][7]
- Shin Min-jae como el exconvicto Kwon Yang-rae.
- Han Ji-hyun como Lee Yeon-joo, la hermana menor fallecida de Yeon-hee.[8]
- Kim Bo-min como Shin Ah-young, una joven estudiante desaparecida.[9]
- Kim Do-young como Lee Nak-seong, psiquíatra.
- Moon Joo-yeon como Lee Si-young, la esposa de Min-chan.[10]
- Joo In-young como la madre de Ah-young, una mujer que lucha por encontrar a su hija secuestrada.[11]
- Bae Yoon-gyu como So Eun-gyu, jefe de policía.
- Oh Chi-woon como jefe del equipo.
- Woo Kang-min como jefe de sección.
- Choi Kwang-il como Jeong Keok-hwan, sacerdote titular.
- Lee Se-ho como Jeong Hwan-soo, hijo de Keok-hwan.
- Do Yong-gu: el padre de Yeon-hee y Yeon-joo.

## Producción
Revelación es una película basada en el homónimo webtoon escrito y dibujado por Yeon Sang-ho junto con Choi Gyu-seok; está dirigida por el primero, y contó con Alfonso Cuarón como productor ejecutivo y asesor. Está producida por Wow Point, una compañía de producción global que realiza contenido original en Corea, Japón y Estados Unidos. Yeon Sang-ho (Train to Busan, 2016) vuelve a dirigir para Netflix después del filme de 2022 Jung_E. Yeon había hablado con Cuarón antes de que se cerrara el acuerdo con Netflix. La productora Esperanto Films sugirió una colaboración entre ambos, dado que Cuarón había manifestado su aprecio por el trabajo de Yeon. Aquel colaboró en la planificación, el montaje y la promoción del filme.
Para Yeon, que cree en la actualidad de Revelación porque la de hoy es «una sociedad donde la gente solo ve lo que quiere ver y cree lo que quiere creer», «esta película se centra en los dilemas de dos individuos. Min-chan es un personaje que impone significados a cosas al azar para justificar su avaricia. De hecho, se esfuerza por creer fanáticamente en lo que ha inventado. Yeon-hui es una persona que debe afrontar su terrible trauma y llegar al fondo de todo. Y cuando lo consiga, encontrará la redención».
Las agencias de los actores Shin Hyun-bin y Ryu Jun-yeol anunciaron en noviembre de 2023 que sus representados estaban considerando positivamente reunirse con el director Yeon Sang-ho para protagonizar Revelación. Para la actriz, se trata de una nueva colaboración con el director después de Monstruous en 2022. Yeon justificó así su elección: «si el trabajo del detective y la acción fueran importantes, entonces el aspecto físico lo habría sido, pero lo que Lee Yeon-hee tuvo que superar fue el trauma y la culpa. Pensé en quién podría expresar eso bien y pensé en la actriz Shin Hyun-bin». Además, actriz y director estaban en esos meses colaborando en otros dos proyectos, 얼굴 (Face, otra adaptación de un webcomic propio, con Park Jung-min y Kwon Hae-hyo), cuyo estreno estaba programado para 2025, y 군체 (Group), película protagonizada por Jun Ji-hyun que se estaba rodando en marzo de 2025.
El rodaje comenzó a principios de abril de 2024. Buscando una mayor sensación de realismo, se rodó principalmente en exteriores y con luz natural, renunciando a efectos especiales. La escena de confrontación entre los personajes en la segunda mitad es una toma larga filmada en parte sin guion.
Shin Hyun-bin y Ryu Jun-yeol realizaron una sesión fotográfica juntos para la revista Harper's Bazaar Korea, acompañada de una entrevista a ambos.
La producción se presentó en una conferencia de prensa celebrada el 18 de marzo de 2025 en el hotel Naru en Mapo-gu, Seúl. Durante la misma el directo aclaró que, a diferencia de sus obras anteriores, había excluido elementos fantásticos y también efectos visuales por ordenador, tratando de realizar un thriller psicológico realista.

## Estreno y recepción
Revelación se estrenó en Netflix el 21 de marzo de 2025. Alcanzó el número uno en la lista global de películas de lengua no inglesa solo tres días después de su lanzamiento, con 5,7 millones de espectadores.

### Crítica
James Marsh (South China Morning Post) puntúa a la película con dos estrellas sobre cinco, y escribe en su comentario que «si bien Yeon se esfuerza por lograr un tono más realista y sólido que en sus trabajos anteriores en el género, Revelations cae víctima de la misma lógica imprecisa y trama endeble que ha plagado muchos de sus proyectos recientes». Como elemento positivo, cita el ataque de Yeon a la corporativización de la religión en Corea del Sur, donde proliferan cultos cristianos que «ejercen un poder increíble sin suficiente supervisión legal».
Por el contrario, David Ehrlich (IndieWire) califica el filme como «un brillante thriller psicológico sobre un pastor de la iglesia que es engañado tanto que se convence a sí mismo de que es un acto de Dios». Se trata de una «película moralmente compleja per narrativamente enrevesada», en cuya primera parte el guionista «se esfuerza por no revelar la magnitud de sus traumas personales ni sus relaciones». Concluye Ehrlich: «por desgracia, Revelación tiene grandes dificultades para integrar una historia detectivesca básica en la trama del thriller moral operístico que Yeon teje a su alrededor, y la tesis de la película —la gente inventa dioses y monstruos para explicar las tragedias sin sentido que les acontecen— queda finalmente pulida hasta su forma más general al servicio del suspense barato del rescate de un niño desaparecido antes de que sea demasiado tarde».
José María Aresté (Decine21) cierra su crítica escribiendo que «la película podría ser más redonda, hay momentos descompensados, o en que prevalece un clímax un tanto exagerado. Pero sabe explorar ideas como la de ver la mano de Dios en todo, que puede ser aceptar la providencia ordinaria, o leerlo las cosas en clave autoindulgente. Incluso el excesivo racionalismo es puesto en cuestión, pues a veces esa voluntad de Dios a la que se alude en muchos momentos de la trama, acaba asomando de modo inesperada».